# Kanton Mazières-en-Gâtine
Kanton Mazières-en-Gâtine (fr. Canton de Mazières-en-Gâtine) je francouzský kanton v departementu Deux-Sèvres v regionu Poitou-Charentes. Skládá se z 12 obcí.

## Obce kantonu
- Beaulieu-sous-Parthenay
- La Boissière-en-Gâtine
- Clavé
- Les Groseillers
- Mazières-en-Gâtine
- Saint-Georges-de-Noisné
- Saint-Lin
- Saint-Marc-la-Lande
- Saint-Pardoux
- Soutiers
- Verruyes
- Vouhé